# Teleopsis trichophoras
Teleopsis trichophoras är en tvåvingeart som beskrevs av Meijere 1916. Teleopsis trichophoras ingår i släktet Teleopsis och familjen Diopsidae. Inga underarter finns listade i Catalogue of Life.